# Matias de Carvalho e Vasconcelos
Matias de Carvalho e Vasconcelos (Ourentã, 22 de outubro de 1832 – Florença, 3 de dezembro de 1910) foi um escritor português.
Filho de Matias de Carvalho Mendes Coutinho de Vasconcelos e Joana Inácia Toscano de Figueiredo e Albuquerque.
Foi bacharel em matemática, com um doutorado em 1854.
Participou do Congresso de Karlsruhe de 1860.